# Rabbi Bana'ah
Rabbi Bana'ah (in ebraico בנאה ‎?; o Rabbi Benaiah, ebraico: בניה, entrambi derivati dalla parola בניה, Benaia ('bniya'), lett. "costruzione" o "edificio"; noto anche come הצדיק הלבן, "Ha-Tzadik ha-Lavan", let. "il santo bianco - Tzadik") (Gerusalemme, II secolo – III secolo) era un rinomato saggio ebreo, rabbino Tanna della 5ª generazione (180 - 220 e.v.), nel periodo di transizione dai Tannaim agli Amoraim.
Portava questo nome perché, dopo la distruzione del Secondo Tempio di Gerusalemme, si adoperava a ricostruire le rovine della città. Era noto anche come "Ha-Tzadik ha-Lavan" (il santo bianco) a causa di una storia secondo la quale il governatore degli ebrei aveva istruito che venissero usati solo polli neri per l'atto rituale di Kapparot  invece che polli bianchi, come era tradizione all'epoca; loro, poiché non avevano altra alternativa, comprarono polli neri e andarono a pregare sulla tomba di Rabbi Bana'ah e, quando ritornarono, scoprirono che tutti i loro polli neri erano diventati bianchi. Da allora Bana'ah venne soprannominato "Tzadik ha-Tarnegolot" (il santo dei polli) o anche "Ha-Tzadik ha-Lavan" (il santo bianco).
Il suo detto più famoso è il seguente:
(Talmud, Trattato "Taanit", 7a)

## Voci correlate

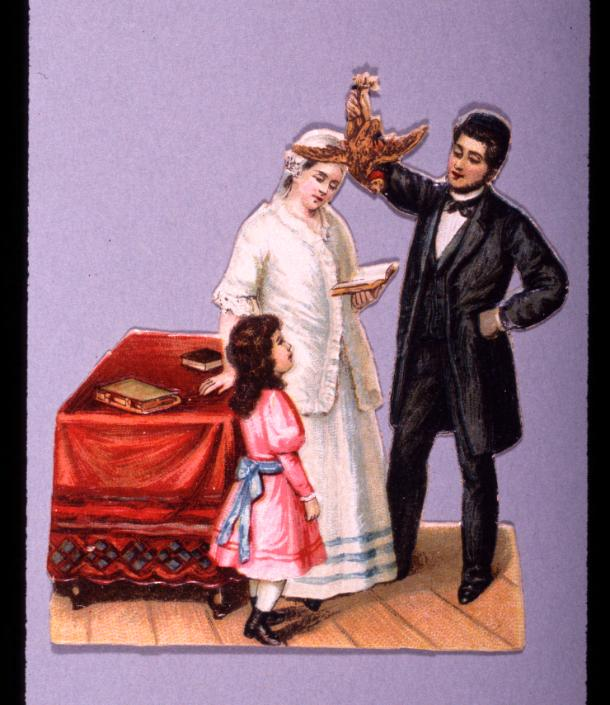
Litografia di un uomo che tiene un pollo sospeso in mano per Kapparot, fine XIX secolo